# Подстановки Эйлера
Подстановки Эйлера — подстановки, приводящие интегралы вида {\displaystyle \int R(x,{\sqrt {ax^{2}+bx+c}})dx}, где {\displaystyle R(x,{\sqrt {ax^{2}+bx+c}})} — рациональная функция, к интегралам от рациональных функций. Предложены Л. Эйлером в 1768 году.

## Подстановки

### Первая подстановка
Используется тогда, когда {\displaystyle a>0} . Производится замена:

{\displaystyle {\sqrt {ax^{2}+bx+c}}=\pm t\pm {\sqrt {a}}x}

### Вторая подстановка
Используется тогда, когда {\displaystyle c>0} . Производится замена:

{\displaystyle {\sqrt {ax^{2}+bx+c}}=\pm xt\pm {\sqrt {c}}}

### Третья подстановка
Используется тогда, когда подкоренное выражение имеет два действительных корня. Производится замена:

{\displaystyle {\sqrt {ax^{2}+bx+c}}=\pm t(x-\lambda )} , где {\displaystyle \lambda } — один из корней.

## Интересные факты
По воспоминаниям ученика Ландау А. И. Ахиезера, тот крайне негативно относился к использованию данных подстановок:

<…> он [Ландау] предложил мне вычислить <…> интеграл от рациональной дроби. <…> я вычислил, не используя стандартных подстановок Эйлера, и это меня спасло, ибо, как я понял впоследствии, Ландау не терпел их и считал, что каждый раз нужно использовать какой-нибудь искусственный прием, что собственно, я и сделал.
— Воспоминания о Л. Д. Ландау